# .kiwi
.kiwi是一個互聯網通用頂級域，用於新西蘭相關領域，是.nz以外的第一個新西蘭個性頂級域。於2014年開放注冊。